# Швантес, Густав
Густав Швантес (нем. Gustav Schwantes, 18 сентября 1881 — 17 ноября 1960) — немецкий ботаник, археолог, специалист по доисторическому и раннеисторическому периоду.

## Имя
В различных источниках встречаются разные формы записи имени Швантеса:
- нем. Martin Heinrich Gustav Schwantes[2],
- нем. Gustav Martin Heinrich Schwantes[6],
- нем. Georg Schwantes[2][3].

## Биография
Густав Швантес родился в Блеккеде 18 сентября 1881 года.
Собственно, Швантес был преподавателем, и он работал по этой профессии с 1903 по 1923 год, в последнее время в Гамбурге. Густав был специалистом по доисторическому и раннеисторическому периоду. Он внёс значительный вклад в ботанику, описав множество видов растений.
Густав Швантес умер в Гамбурге 17 ноября 1960 года.

## Научная деятельность
Густав Швантес специализировался на семенных растениях.

## Избранные научные работы
- Deutschlands Urgeschichte, 1908.
- Die Gräber der ältesten Eisenzeit im östlichen Hannover in: Prähistorische Zeitschrift Bd.1, 1909. 140—162.
- Die Bedeutung der Lyngby-Zivilisation für die Gliederung der Steinzeit, Hamburg 1923.
- Führer durch Haithabu, 1932.
- Zur Geschichte der nordischen Zivilisation (Hamburg: Evert, 1938).
- Die Geschichte Schleswig-Holsteins. 1. Vorgeschichte Schleswig — Holsteins, 1939.
- Geschichte Schleswig-Holsteins. Die Urgeschichte. Bd. 1, Teil 1. Neumünster 1958.
- The Cultivation of the Mesembryanthemaceae, 1953.
- Flowering Stones and Mid-Day Flowers, 1957.

## Почести
В честь Густавв Швантеса был назван род растений Schwantesia L.Bolus.
В его честь были также названы следующие виды растений:
- Conophytum schwantesii G.D.Rowley[9]
- Gibbaeum schwantesii Tischer[10]
- Lithops schwantesii Dinter[11]
- Mesembryanthemum schwantesii Dinter ex Schwantes[12]
- Titanopsis schwantesii Schwantes[13]
- Verrucifera schwantesii N.E.Br.[14]
- Echinopsis schwantesii Frič[15]